# Toussaint Gozzi
Pour les articles homonymes, voir Gozzi.
Toussaint Gozzi, né le 24 mai 1919 à Appietto et mort pour la France le 13 février 1946 à Biên Hòa, est un militaire français, Compagnon de la Libération. Soldat des troupes coloniales avant la seconde guerre mondiale, il décide de rallier la France libre en 1940 et combat en Afrique, au Proche-Orient et en France. Volontaire pour combattre les dernières troupes japonaises occupant l'Indochine, il est tué par le Việt Minh lors des prémices de la guerre d'Indochine.

## Biographie

### Jeunesse et engagement
Toussaint Gozzi naît le 24 mai 1919 à Appietto, en Corse, au sein d'une famille d'agriculteurs. Après des études à Ajaccio il décide de s'engager dans l'armée en novembre 1938 et est affecté au régiment d'infanterie coloniale du Maroc. Il est muté le 3 août 1939 au 24e régiment d'infanterie coloniale (24e RIC) où il est promu caporal.

### Seconde Guerre mondiale
Stationné en Syrie avec le 24e RIC au début de la seconde guerre mondiale, Toussaint Gozzi entend l'appel du général de Gaulle et décide de se rallier à la France libre. Le 27 juin 1940, sous les ordres de Raphaël Folliot, il fuit vers la Palestine avec d'autres hommes de son régiment. Engagés dans les forces françaises libres, Gozzi et ses camarades forment le 1er bataillon d'infanterie de marine (1er BIM) au sein duquel il est tireur au fusil-mitrailleur à la 1re compagnie. Prenant part à la guerre du désert en Libye à partir de janvier 1941, il participe à la bataille de Bardia, à la prise de Tobrouk puis à celle de Benghazi. En juin 1941, il est engagé dans la campagne de Syrie et est promu caporal le 1er août suivant. Muté au début de l'année 1942 au bataillon de marche no 1, il combat à nouveau en Libye jusqu'en janvier 1943 et est promu sergent. Il participe ensuite à la campagne de Tunisie avant d'être transféré au groupe nomade du Tibesti au Tchad le 24 juin 1943.
Toussaint Gozzi est ensuite muté au régiment de marche du Tchad (RMT) qu'il rejoint en Grande-Bretagne. Avec le RMT, subordonné à la 2e division blindée du général Leclerc (2e DB), il débarque à Utah Beach le 4 août 1944 et participe à la bataille de Normandie. Promu adjudant, il suit ensuite l'avancée de la 2e et combat lors de la libération de Paris puis à la bataille des Vosges. Il s'illustre ensuite durant la bataille d'Alsace en hiver 1944-1945, notamment en remplaçant à la tête de sa section son chef blessé lors d'un assaut.

### Indochine
Après la fin des combats en Europe, Toussaint Gozzi se porte volontaire pour faire partie du corps expéditionnaire chargé de reprendre l'Indochine aux troupes japonaises. Toussaint Gozzi débarque à Saïgon le 14 octobre 1945 avec le groupement de marche de la 2e DB. Cependant, à cette date, le Japon a déjà capitulé depuis plusieurs semaines et le corps expéditionnaire se retrouve confronté au Việt Minh qui vient de proclamer l'indépendance du Viêt Nam. Le lieutenant Gozzi participe alors aux combats dans les secteurs de Mỹ Tho et de Vĩnh Long. Le 13 février 1946, alors que sa section est prise dans une embuscade à Biên Hòa, Toussaint Gozzi est mortellement touché. Rapatrié en Corse, il est inhumé dans son village natal.

## Décorations
|  |  |  |
|  |  |  |

| Chevalier de la Légion d'honneur                 | Chevalier de la Légion d'honneur                 | Chevalier de la Légion d'honneur                 | Compagnon de la Libération Par décret du 7 mars 1941       | Compagnon de la Libération Par décret du 7 mars 1941       | Compagnon de la Libération Par décret du 7 mars 1941       | Croix de guerre 1939-1945               | Croix de guerre 1939-1945               | Croix de guerre 1939-1945               |
| Médaille de la Résistance française Avec rosette | Médaille de la Résistance française Avec rosette | Médaille de la Résistance française Avec rosette | Médaille coloniale Avec agrafes "Fezzan" et "Tripolitaine" | Médaille coloniale Avec agrafes "Fezzan" et "Tripolitaine" | Médaille coloniale Avec agrafes "Fezzan" et "Tripolitaine" | Médaille commémorative de Syrie-Cilicie | Médaille commémorative de Syrie-Cilicie | Médaille commémorative de Syrie-Cilicie |

## Hommages
- Dans son village natal, son nom est inscrit sur le monument aux Morts[5].
- À Paris, son nom figure sur le monument de la 2e DB, place du 25-Août-1944[6].